# Bernard Farrel
Pour les articles homonymes, voir Farel (homonymie).
Bernard Albert Alain Frédérix dit Bernard Farrel, né le 22 juin 1926 à Paris où il est mort le 10 avril 1999, est un acteur et réalisateur français.

## Biographie
Fils de Jacques Feyder et de Françoise Rosay, il est acteur au cours des années 1950, puis assistant réalisateur.
Il a participé à la réalisation du long métrage Le Train et a travaillé aussi comme directeur de production, notamment avec Marcel Ophüls.

## Filmographie

### Réalisateur
- 1964 : Le Train (coréalisateur)
- 1968 : D-Day Revisited (documentaire)

### Acteur
- 1949 : Les Vagabonds du rêve de Charles-Félix Tavano
- 1950 : Pas de week-end pour notre amour de Pierre Montazel
- 1950 : La Valse de Paris de Marcel Achard
- 1951 : Caroline chérie de Richard Pottier
- 1952 : Les Belles de nuit de René Clair
- 1952 : La Demoiselle et son revenant de Marc Allégret
- 1952 : Mon curé chez les riches de Henri Diamant-Berger
- 1952 : La Putain respectueuse de Charles Brabant et Marcello Pagliero
- 1953 : Je suis un mouchard de René Chanas
- 1953 : Saadia de Albert Lewin
- 1954 : Quai des blondes de Paul Cadéac

### Assistant réalisateur
- 1961 : Le Grand Risque (The Big Gamble) de Richard Fleischer
- 1961 : Paris Blues de Martin Ritt
- 1962 : Le Jour le plus long - (The longest day) de Ken Annakin, Andrew Marton et Bernhard Wicki
- 1968 : Mayerling de Terence Young
- 1968 : Le gendarme se marie de Jean Girault
- 1969 : L'Arbre de Noël de Terence Young
- 1971 : Soleil rouge (Red Sun) de Terence Young
- 1971 : Les anges mangent aussi des fayots (Anche gli angeli mangiano fagioli) d'Enzo Barboni
- 1973 : Croc-Blanc (Zanna Bianca) de Lucio Fulci
- 1980 : The Outsider (en) de Tony Luraschi